# Ліонський кредит
Ліонський кредит, Crédit Lyonnais (фр. [kʁedi ljɔnɛ], «Lyon Credit [Компанія]») — великий французький банк, створений у 1863 році та поглинений колишнім конкурентом Crédit Agricole у 2003 році. Його головний офіс спочатку знаходився в Ліоні, але переїхав до Парижа в 1882 році. На початку 20-го століття це був найбільший банк у світі за сукупніми активами.
Її колишня французька роздрібна мережа збереглася як LCL S.A., дочірня компанія, що повністю належить Crédit Agricole, під брендом LCL, прийнятим у 2005 році з посиланням на "Le Crédit Lyonnais".